# Ivan Schulz
Ivan Schulz (7. srpna 1871, Praha – 2. ledna 1935, Praha) byl český soudce, překladatel z angličtiny a severských jazyků.

## Život
Narodil se v rodině spisovatele a politika Ferdinanda Schulze a Karolíny Gregrové. Byl synovcem Eduarda a Julia Grégrů. Jeho syn Karel Schulz byl také spisovatelem. Jeho manželka Jarmila byla sestrou pěvců Jana a Otakara Mařáků a neteří malíře Julia Mařáka.
Vystudoval gymnázium v Žitné ulici a potom Právnickou fakultu Univerzity Karlovy (1894). Povoláním byl soudce Nejvyššího správního soudu, odkud byl v letech 1924–1931 vyslán jako náhradník do Ústavního soudu.
Byl znám především díky překladům děl Jacka Londona. 

## Dílo

### Překlady
- Dvě povídky – Charles Dickens. Praha: Spolek pro vydávání laciných knih českých, 1893
- Humoristické črty – Mark Twain. Praha: Jan Otto, 1895
- Když Bůh se směje – Jack London. Praha: J. R. Vilímek, 1910
- Osamělý: novela – Juhani Aho; vypravil Miloš Klicman. Praha: Kamilla Neumannová, 1912
- Hrůza před prázdnotou – Eino Leino; in 1000 nejkrásnějších novel... č. 64. Praha: J. R. Vilímek 1914
- Duševní trosečník – Jalmari Finne; z finštiny; in 1000 nejkrásnějších novel... č. 69. Praha: J. R. Vilímek 1914
- Anita – Maria Haggrén Jotúni; z finštiny; in 1000 nejkrásnějších novel... č. 85. Praha: J. R. Vilímek 1915
- Mezi Lopaři – Kyösti Wilkuna; z finštiny; in 1000 nejkrásnějších novel... č. 88. Praha: J. R. Vilímek 1915
- Povídky jižních moří – Jack London. Praha: Josef Springer, 1917
- Nová svoboda: výzva k vymanění ušlechtilých sil národa – Woodrow Wilson. Praha: Josef Springer, 1917
- Blouznivci – Knut Hamsun. Praha: Alois Srdce, 1918
- Zahrada Allahova – Robert Hichens. Praha: J. R. Vilímek, 1918
- Nevinnost otce Browna – G. K. Chesterton. Praha: Alois Srdce, 1918
- Syn vlkův – Jack London. Praha: Alois Srdce, 1918
- Zelený plášť – John Buchan. Praha: František Topič, 1919
- Hlava Medusina: zjevení ducha ze života – Gustaf af Geijerstam; ze švédštiny. Praha: František Topič, 1919
- Tlumeně hude poutník – Knut Hamsun. Praha: František Topič, 1919
- Nepřátelé života – Levertin Oscar; ze švédštiny. Praha: Alois Srdce, 1919
- Dohráno – Joseph Conrad. Praha: Sociální strana čsl. lidu pracujícího, 1920
- V zemi dobrodružství – Knut Hamsun. Praha: Josef Springer, 1920
- Dům pýchy: s vlastním životopisem – Jack London. Praha: Dobří autoři, 1920
- Šílenství Johna Harneda; Mexikán – Jack London. Královské Vinohrady: Saturn, 1920
- Samuel; Povídky rybářské hlídky – Jack London. Praha: F. Topič, 1920
- Brejle: příběh groteskní – Edgar Allan Poe. Královské Vinohrady: Saturn, 1920
- Michal, bratr Jerryho – Jack London. Praha: Pražská akciová tiskárna, 1921
- Pan Ječmínek: John Barleycorn – Jack London. Praha: Břetislav Kraft, 1921
- Bariéra – Rex Ellingwood Beach. Praha: B. Kraft, 1922
- Matka země – Knut Hamsun. Praha: Alois Srdce, 1922
- Smoke a Shorty – Jack London. Praha: Sociální strana..., 1922
- Císařovy staré šaty – Frank Heller; ze švédštiny. Praha: F. Topič, 1923
- Jerry z ostrovů – Jack London. Praha: Bedřich Kočí, 1392
- Mužská věrnost: Bâtard: Příběh Jess Uckové: Tisíc tuctů: Manželství Lit-Litino: Příliš mnoho zlata: Zbytek Pliocénu: Nejsevernější várka: Zlatý Caňon: Leopardí muž – Jack London. Praha: B. Kočí, 1923
- Ztracená tvář: Svědomitost: Jen rozdělati oheň: Ten: Zlatý: Zmizení Marka O’Briena: Pod plachetní střechou paluby. I. – Jack London. Praha: B. Kočí, 1923
- Bůh jeho otců – Jack London. Praha: B. Kočí, 1924
- Děti severu – Jack London; [obsahuje přívazek: Šarlatový mor]. Praha: B. Kočí, 1924
- Ligounova smrt; Nevyhnutelný běloch: povídky – Jack London. Praha: B. Kočí, 1924
- Z osudů afrických zvířat – Sangiro (Andries Albertus Pienaar); z kapholandštiny; ilustroval Václav Čutta. Praha: Josef Hokr, 1924
- Jack London a Havaii – Charmian Kittredge Londonová; z angličtiny. Praha: B. Kočí, 1925
- Potomek Mc. Coyův – Jack London; [obsahuje též Rudý postrach; Coura; Jako Argus dávných dob, což přeložil L. F.] Praha: B. Kočí, 1925
- Cesty žen – Edward Phillips Oppenheim; z angličtiny. Praha: Českomoravské podniky tiskařské a vydavatelské (ČPTV), 1925
- Pam – Bettina von Hutten; z angličtiny. Praha: J. R. Vilímek, 1926
- Co se stalo s Pam – Bettina von Hutten. Praha: J. R. Vilímek, 1926
- Noční dobrodružství na ostrovech; Nehody Johna Nicholsona – Robert Louis Stevenson. přeložili Marie Dolejší a Ivan Schulz. Praha: J. R. Vilímek, 1927
- Dům Mapuhiho Mauki – Jack London; obrázky doprovází Zdeněk Guth. Praha: B. Kočí, 1928
- Na oné straně: romance divočiny – James Oliver Curwood. Praha: ČPTV, 1929
- Nenasyta: román z jezera a slaniny – Svend Fleuron. Praha: Toužimský a Moravec, 1938
- Pastorova dcera – Juhani Aho; dřevoryt a grafická úprava Cyrila Boudy. Praha: Topičova edice, 1940
- Oheň pod palubou: povídka o mládí – Joseph Conrad; ilustrace Zdeněk Burian. Praha: Toužimský a Moravec, 1947
- Martin Eden – Jack London. Praha: Dobrovský, 2015

### Z angličtiny
- George Bernard Shaw